# Рудка (Миргородський район)
Ру́дка — село в Україні, у Сенчанській сільській громаді Миргородського району Полтавської області. Населення становить 64 осіб. Орган місцевого самоврядування — Сенчанська сільська рада.

## Географія
Село Рудка знаходиться на лівому березі річки Сула, вище за течією на відстані 1 км розташоване село Сенча, нижче за течією на відстані 1,5 км розташоване село Часниківка, на протилежному березі - село Лучка. Річка в цьому місці звивиста, утворює лимани, стариці та заболочені озера.

## Населення

### Мова
Розподіл населення за рідною мовою за даними перепису 2001 року:
| Мова       | Кількість | Відсоток |
| ---------- | --------- | -------- |
| українська | 63        | 98.44%   |
| російська  | 1         | 1.56%    |
| Усього     | 64        | 100%     |